# Рауль II де Лузиньян

Герб графов д’Э из рода Лузиньянов

Рауль II де Лузиньян (фр. Raoul II de Lusignan, ум. в сентябре 1246) — сеньор д'Иссуден, граф д’Э в 1219—1246.
Сын Рауля I де Лузиньяна, сеньора д'Иссуден, и Алисы, графини д’Э. Унаследовал от отца сеньорию Иссуден, а от матери графство Э.

## Семья
Первым браком был женат (1222 год) на Жанне Бургундской (ок. 1200 — после 1222), дочери герцога Бургундии Эда III и Алисы де Вержи. Она умерла вскоре после свадьбы.
Вторым браком был женат на Иоланде де Дрё (1196 — 1 февраля 1239), дочери Роберта II, графа де Дрё, и Иоланды де Куси.
Третьим браком женился в 1239/1240 на Филиппе де Даммартен (ум. 14.04.1278/1281), дочери Симона де Даммартена, графа д’Омаль, и Марии, графини де Понтье.
Во втором браке была дочь:
- Мария де Лузиньян (ум. 1.10.1260)